# Konoe Uchisaki
Konoe Uchisaki (衛 内前, [1728-1785] Erro: {{japonês}}: texto da transliteração contém caractere não latino (pos 9) (ajuda)) foi um kugyō (nobre da corte japonêsa) do período Edo da História do Japão, membro do ramo Konoe dos Fujiwara. Ocupou cargos de kampaku de 1757 a 1762 e de 1772 a 1778 e sesshō de 1762 a 1772.  

## Vida e carreira
Uchisaki era filho de Iehisa, 23º Líder dos Konoe Fujiwara. Casou-se com uma filha de Tokugawa Muneharu, sétimo chefe do Domínio de Owari, e uma filha adotiva de Tokugawa Munetaka, quinto chefe do Domínio de Mito. Com a primeira ele teve um filho Konoe Tsunehiro, e com a última ele teve uma filha que foi adotada e mais tarde foi consorte de Date Shigemura, sétimo chefe do Domínio de Sendai. 
Uchisaki também foi pai de Konoe Koreko (Seikwa-monin), uma das concubinas de Go-Momozono e mãe adotiva do Imperador Kōkaku. 